# Nell Blaine
Nell Blair Walden Blaine (Richmond (Virginia), 10 juli 1922 - New York, 14 november 1996) was een Amerikaanse landschapsschilder, expressionist en aquarellist. 

## Jeugd en opleiding
Nell Blaine was direct na haar geboorte een ziekelijke baby die bovendien ernstig scheel keek. Toen ze twee jaar was, beseften haar ouders dat ze extreem bijziend was en zorgden zij ervoor dat ze een bril ging dragen. Later herinnerde zij zich nog haar opwinding over het feit dat ze plotseling de wereld om zich heen kon zien. Ze rende rond terwijl ze woorden uitriep zoals 'water', 'boom' en 'huis'. Haar vroegere visuele handicap heeft mogelijk aan de basis gelegen van het plezier dat de visuele wereld haar verschafte.  
Blaines vader, Harry Wellington Blaine, was eerder getrouwd geweest. Zijn eerste vrouw overleed in het kraambed. Hij bleef altijd om haar rouwen, zelfs nadat Nell was geboren. Zijn nog nasluimerende woede daarover richtte zich in de vorm van verbale en soms ook fysieke mishandeling op zijn dochter. Zijn tweede vrouw, Eudora Catherine Garrison, was voor de geboorte van de Nell onderwijzeres op een basisschool geweest. Garrison gaf Nell een jaar lang les toen haar gezondheid te slecht was om naar school te gaan. 
De vader van Blaine was houtinspecteur. Tijdens de Depressie verloor hij zijn baan en moest hij genoegen nemen met een veel slechter betalende betrekking. De grootvader van Nell trok bij hen in, hoewel hun huis al overvol was. Nell hield van haar grootvader en herinnerde zich dat hij van dansen hield, grappen maakte en een goede verhalenverteller was.  
Toen ze naar school ging, werd Nell uitgelachen omdat een van haar ogen naar haar neus draaide. Ze verdedigde zichzelf met haar vuisten. Ze was een bleek en ondervoed kind; op school zat ze in een speciale klas en werd ze op een speciaal dieet gezet. Vanwege haar conditie moest ze op gezette tijden slapen en moest ze ook meer buitenactiviteiten doen dan de andere kinderen.  
Toen ze 13 jaar was werden haar ogen gecorrigeerd, op initiatief van een familielid, tante Nellie Sue uit Baltimore. Daarvoor waren verschillende operaties nodig, waarna ze maandenlang verband moest dragen. Het betekende een belangrijk keerpunt in haar leven, niet alleen door haar nieuwe gezichtsvermogen, maar ook door de warmere ontvangst door haar leeftijdsgenoten op school. 
De tekenvaardigheid van Nell Blaine verbeterde enorm door de operaties aan haar ogen. Naar eigen zeggen had ze haar moeder al op vijfjarige leeftijd verteld dat ze wilde tekenen en kunst maken. Haar nicht Ruth kocht een eerste set aquarelverf voor haar en Nell was geïntrigeerd door de beweging van de verf op papier.  
De tienertijd van Nell was problematisch door ziekte van haar vader. Hij leed aan asthma cardiale en kreeg een aantal hartaanvallen, waardoor hij gehandicapt was en zuurstof kreeg toegediend. Nell kon alleen aan de ziekte van haar vader ontsnappen door haar zomerreizen naar het huis van Nellie Sue in Baltimore. Tijdens een van deze reizen kreeg ze het bericht dat haar vader overleden was.  
Blaine volgde een kunstopleiding aan de Richmond School of Art bij Theresa Pollak. In 1942 verhuisde ze naar New York om schilderkunst te studeren bij Hans Hofmann. In 1943 trad ze toe tot de American Abstract Artists Group als hun jongste lid. Blaine volgde vanaf 1945 ook een opleiding in ets en grafiek bij Stanley William Hayter.

## Carrière
Blaine schilderde aanvankelijke in een realistische trant, maar schakelde later over op een abstracte stijl, geïnspireerd door kunstenaars als Piet Mondriaan, Fernand Léger en Jean Helion. Haar samenwerking met de American Abstract Artists-groep leidde tot haar eerste solotentoonstelling in de Jane Street Gallery in Greenwich Village. Later zei ze over deze periode: [we, de groep kunstenaars] waren erg dogmatisch over ons programma. Nu ik erop terugkijk, schaam ik me een beetje. Maar we waren zo opgewonden dat we echt dachten dat [het programma] het evangelie was. Als je jong bent, ben je heel zeker van jezelf. Blaine en vele andere jonge kunstenaars gebruikten de ruimte in de galerie om hun werken tentoon te stellen en te verkopen, fondsen te werven bij verzamelaars en donateurs in New York en naam te maken met zowel groeps- als solotentoonstellingen. Blaine werkte in deze periode samen met Ida Fischer, Judith Rothschild en andere jonge abstract-expressionistische kunstenaars. 
In de jaren 1950 kreeg het werk van Blaine in New York veel waardering. Kunstcriticus Clement Greenberg sprak er lovend over en noemde haar werk Great White Creature het beste schilderij op de jaarlijkse tentoonstelling van de American Abstract Artists uit 1945. Peggy Guggenheim koos op aanbeveling van Greenberg een werk van haar uit voor de tweede historische tentoonstelling van vrouwelijke kunstenaars, Art of This Century: The Women, gehouden in het gelijknamige museum Art of This Century, eveneens in 1945. De abstracte kunstenaar Ad Reinhardt schreef waarderend over haar in 1947.  
Blaine woonde rond 1950 korte tijd in Parijs met Larry Rivers, en reisde door Europa, waarbij ze exposeerde met andere leden van de American Abstract Artists-groep in Frankrijk, Denemarken en Italië. Onder de indruk van het werk van Édouard Vuillard en Pierre Bonnard, dat ze in Parijs zag, verdiepte ze zich in de traditionele Europese schilderkunst uit de 19e eeuw. Vanaf 1953 exposeerde ze in de Tibor de Nagy Gallery in New York. 
Halverwege de jaren vijftig werd haar stijl steeds schilderachtiger en kleurrijker. Ze werkte rechtstreeks naar de werkelijkheid of maakte stillevens en concentreerde zich vooral op de vormen en kleuren van bloemen. In deze periode behoorde ze tot een prestigieuze kring van New Yorkse kunstenaars en dichters onder wie John Ashbery, Frank O'Hara, Willem de Kooning, Kenneth Koch, Lee Krasner, Jane Freilicher, Leland Bell, Louisa Matthiasdottir, Robert De Niro Sr., en Rudy Burckhardt. In 1955 ontwierp ze het logo en de lay-out van de wekelijkse New Yorkse krant The Village Voice. 
In 1959 ging ze enkele maanden naar Griekenland. Op het eiland Mykonos werd ze besmet door polio. Na een verblijf van acht maanden in een ziekenhuis in New York kreeg ze te horen dat ze nooit meer zou kunnen schilderen. Hoewel ze de rest van haar leven een rolstoel moest gebruiken, herstelden haar handen zich na ongeveer een jaar van intensieve fysiotherapie. Vanaf dat moment gebruikte ze haar linkerhand om met olieverf te schilderen. Haar rechterhand gebruikte ze om te schetsen en te aquarelleren.   
Later in de jaren 1950 ging ze meer experimenteren met het abstract expressionisme, met aquarellen als medium.    
In 1959 was Blaine, ondanks haar zwakke gezondheid, vaak op reis. Ze schilderde landschappen in onder meer het Caribisch gebied, Europa en New England. Ze gebruikte daarbij een modernistische stijl. Halverwege de jaren zeventig vestigde ze zich in Gloucester (Massachusetts). Zij schilderde landschappen rond de rivier de Hudson, die ze kon zien vanuit het raam van haar appartement. Ook schilderde ze vazen met bloemen, stillevens, interieurs en haar tuin.    

## Schilderstijl
Blaine wilde haar werk niet classificeren, maar haar vroege werk kan gerekend worden tot het abstract expressionisme. Haar latere werk rekent men wel tot het modernisme. 
Vanaf het begin van haar carrière als kunstschilder beschouwde ze schilderen als een middel om het leven te vieren. Ze zag zichzelf als een orkestrator van vormen en kleuren. Haar feestelijke insteek is zichtbaar in haar vroege abstracte schilderijen, die zijn geïnspireerd door jazz, maar ook in haar latere bloemen, zoals de zich ontplooiende bloemblaadjes van dahlia's of zachte zinnia's. Daarnaast drukt haar werk vaak een gevoel van isolatie uit. Hoewel Gloucester veel geïsoleerder ligt dan New York, is het thema isolatie ook al zichtbaar in haar vroege werk. Haar teruggetrokken, persoonlijke stijl kan grotendeels worden toegeschreven aan de intieme band tussen kunstenaar en natuur. Vooral toen ze op het platteland van Massachusetts woonde, voelde zij zich een met de natuur. 
Blaine schilderde vaak geheel alleen, 's avonds laat, in de rustige sfeer waar ze de voorkeur aan gaf.  

## Privéleven
In 1943 trouwde Blaine met Bob Bass, een hoornspeler. Blaine en Bass scheidden in 1949. Ze woonde vele jaren in een groot appartement met atelier in een gebouw aan Riverside Drive 210 met haar levenspartner, kunstenaar Carolyn Harris, en had een zomerhuis in Gloucester.  

## Erkenning
Werk van Blaine is opgenomen in de permanente collecties van het Metropolitan Museum of Art, Whitney Museum of American Art, The Brooklyn Museum, National Academy of Design, Hirshhorn Museum and Sculpture Garden, National Museum of Women in the Arts, Rose Art Museum, Virginia Museum of Fine Arts, en het Museum of Contemporary Art. 
Afkomstig uit Virginia ontving zij in 1943 en 1946 een Visual Arts Fellowships van het Virginia Museum of Fine Arts, waarmee ze haar opleiding in respectievelijk New York bij Hofmann en Hayter deels kon bekostigen.  In 1957 werd Blain genoemd in het tijdschrift Life als een van de vijf jonge Amerikaanse vrouwelijke kunstenaars in opkomst. 
In 1973 wijdde het Virginia Museum of Fine Arts een solotentoonstelling aan Blain, In 1980 werd Blaine gekozen als associated member van de National Academy of Design en in 1982 full member. In 1986 ontving Blaine de Lifetime Achievement Award van de Women's Caucus for Art. 

## Bron
De eerste versie van dit artikel is een vertaling van het Engelstalige Wikipedia-artikel Nell Blaine